# Rothia sinefasciata
Rothia sinefasciata är en fjärilsart som beskrevs av Jordan 1913. Rothia sinefasciata ingår i släktet Rothia och familjen nattflyn. Inga underarter finns listade.